# Mycobacterium avium
Espèce
Mycobacterium avium est une mycobactérie et une espèce opportuniste chez l'homme.
C'est en fait un complexe de mycobactéries non tuberculeuses qui vont causer 2 types d'infections chez l'homme :
- Chez les enfants : Adénopathies essentiellement cervicales[1]
- Chez l'immunodéprimé (Co infection VIH en particulier) : pneumonies[2].

Les chercheurs pensent que cette bactérie vit dans les sols autour de l'homme mais on ne sait pas vraiment où en particulier.

## Chez la souris
Chez la souris, certaines souches peuvent être hautement virulentes et déclencher une pathologie similaire à la tuberculose humaine. Il se forme alors des granulomes avec un centre nécrotique occupé par des cellules multinucléées géantes et des macrophages infectés, entourés par une couronne de lymphocytes T activés.